# Фантастична симфонія
«Фантастична симфонія», ор. 14 (повна назва «Епізод із життя артиста, фантастична симфонія в п'яти частинах» — фр. Épisode de la vie d’un artiste, symphonie fantastique en cinq parties) — симфонія Гектора Берліоза, написана в 1830 році. Один із перших взірців програмної симфонії й один із найвідоміших творів композитора.

## Історія створення
Берліоз створював «Фантастичну симфонію» в лютому-березні 1830 року, прем'єра відбулась 5 грудня 1830 року. Виконання пройшло з великим успіхом, але попри це, через 15 років композитор кардинально переробив симфонію. У наш час вона виконується у редакції 1845 року.
Незабаром після завершення «Фантастичної симфонії» Берліоз написав монодраму «Леліо, або Повернення до життя» для читця, хору й оркестру. Побудована на тематичному матеріалі «Фантастичної симфонії», вона є її своєрідним продовженням, хоча ці два твори нечасто виконуються в одному концерті.

## Будова

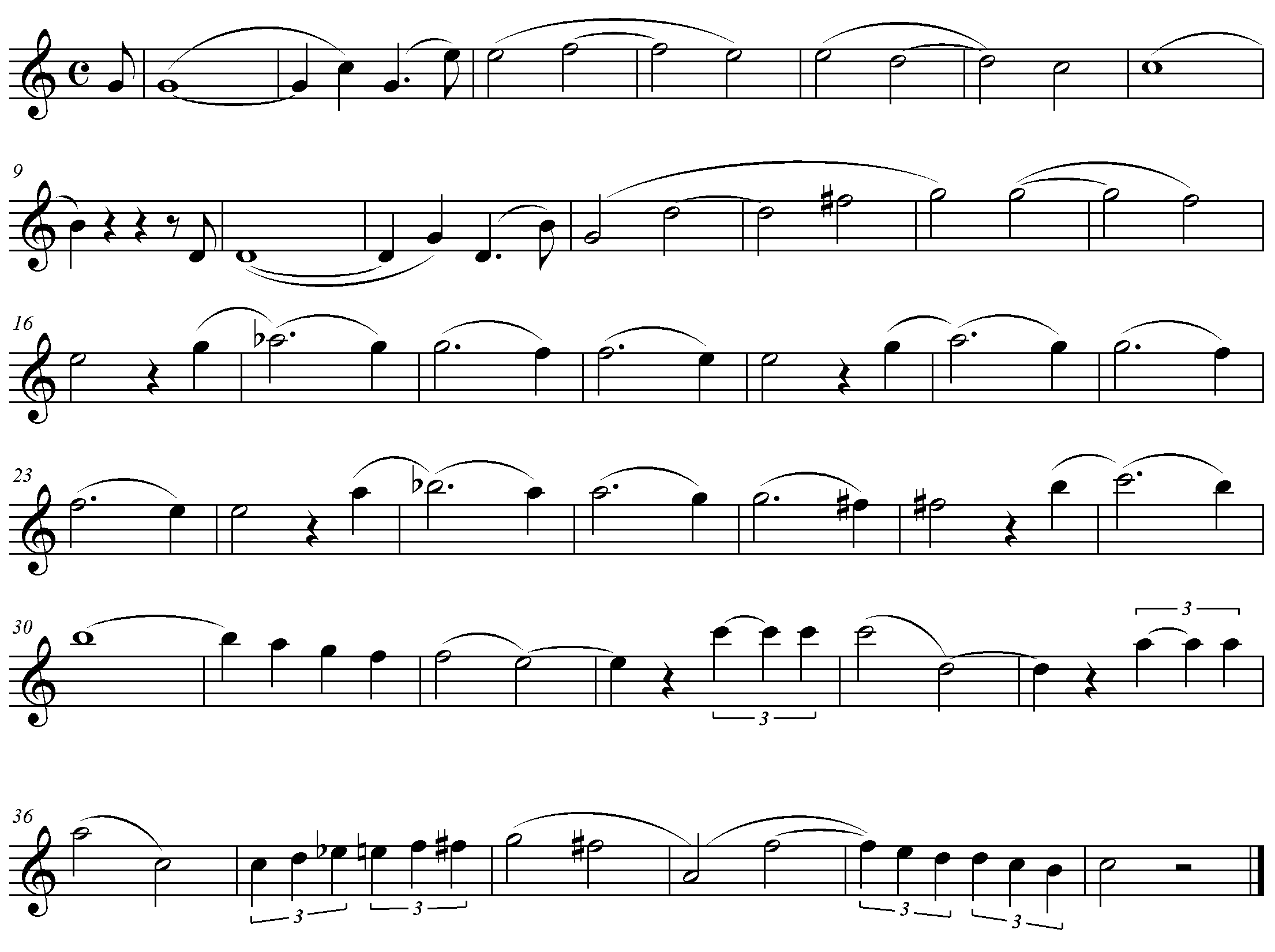
Лейтмотив симфонії — «тема коханої»

У симфонії є п'ять частин, кожній з яких Берліоз прописав назву та стислий літературний вступ. Відповідно до припису композитора, текст повинен бути прочитаний тільки в тому випадку, якщо після «Фантастичної симфонії» виконується монодрама «Леліо».
1. Мрії і пристрасті (Rêveries — Passions) — до мінор/до мажор
2. Бал (Un bal) — ля мажор
3. Сцена в полях (Scène aux champs) — фа мажор
4. Похід на страту (Marche au supplice) — соль мінор
5. Сон у ніч шабашу (Songe d'une nuit de sabbat) — до мінор/до мажор

Лейтмотивом симфонії є так звана «тема коханої» — вона звучить на початку симфонії і потім в кожній частині з'являється у дещо видозміненому вигляді. Найбільшої образної зміни вона зазнає у п'ятій частині — виконувана у високому регістрі кларнетом-піколо вона набуває знущального, відьмацького характеру.
Загальний аналіз по частинах:
- Повільний вступ — Largo, c-moll

Зображує різні стани душі героя перед зустріччю з коханою.
- 1 частина

Форма — Сонатне Allegro з дзеркальною репризою
В головній темі — лейтмотив коханої, передає відчуття любові, тривоги, радості та безліч інших станів душі